# Болгарський футбольний союз
Болгарський футбольний союз (БФС) — керівний футбольний орган Болгарії, який координує організацію та проведення змагань Професійної Футбольної Групи А та інших внутрішніх змагань з футболу, а також забезпечує підготовку та участь у міжнародних змаганнях збірної Болгарії з футболу.
Член УЄФА з 1954 року. Член ФІФА з 1924 року.
Президент БФС — Георгій Іванов (з 2024 року).

## Історія
Поява футболу на теренах Болгарії пов'язують з організацією у 1909 році першої футбольної команди групою студентів, що познайомилися з цим видом спорту під час перебування у Стамбулі.
Організація національного футболу на державному рівні розпочалася 1923 року створенням Болгарської національної спортивної федерації, до складу якого увійшов департамент футболу, який й став історичним попередником Болгарського футбольного союзу. Наступного року Болгарія отримала членство у ФІФА. Вже у 1924—25 роках у Болгарії відбувся перший чемпіонат країни, участь у якому взяли 6 команд. 21 травня 1924 року свій перший матч провела й футбольна збірна Болгарії, поступившись збірній Австрії з рахунком 0:6.
Пізніше керівний футбольний орган неодноразово реорганізовувався та перейменовувся — протягом 1944—48 він носив назву Центрального футбольного комітету, згодом — Республіканської секції футболу (1948—1962) та Болгарської федерації футболу (1962—1985). Сучасну назву отримав 27 червня 1985 року.

## Президенти
| Президент                        | Роки керування |
| -------------------------------- | -------------- |
| Павел Грозданов                  | 1923–1933      |
| Цветан Генов                     | 1933–1934      |
| Іван Батанджиєв                  | 1934–1939      |
| Любомир Сокеров                  | 1940–1942      |
| Дохо Христов                     | 1942–1944      |
| Георгій Стоянов                  | 1946–1948      |
| Ісаак Каталан                    | 1948           |
| Іван Ніколов                     | 1948–1949      |
| Младен Ніколов                   | 1949–1951      |
| Петар Коларов                    | 1951–1952      |
| Стефан Петров                    | 1952–1959      |
| Лачезар Аврамов                  | 1959–1961      |
| Кирил Нестеров                   | 1961–1962      |
| Недилько Донскі                  | 1962–1970      |
| Данаїл Ніколов                   | 1970–1975      |
| Іван Ніколов                     | 1975–1979      |
| Крум Васильчев                   | 1979–1982      |
| Димитар Ніколов                  | 1982–1984      |
| Іван Шпатов                      | 1984–1986      |
| Андон Трайков                    | 1986–1990      |
| Славчо Тапавіхаров               | 1990–1991      |
| Димитар Ларгов                   | 1991–1993      |
| Валентин Михов                   | 1993–1994      |
| Христо Данов                     | 1994–1995      |
| Іван Славков                     | 1995–2005      |
| Борислав Михайлов                | 2005–2019      |
| Михаїл Касабов (тимчасово в.о.)  | 2019–2021      |
| Борислав Михайлов                | 2021–2023      |
| Михаїл Касабов (тимчасово в.о.)  | 2023–2024      |
| Еміл Костадинов (тимчасово в.о.) | 2024           |
| Георгій Іванов                   | 2024–          |